# Ak-Suu (obwód czujski)
Ak-Suu (kirg.: Ак-Суу; ros.: Ак-Суу; daw.: Первомайский, Pierwomajskij) – wieś w północnym Kirgistanie, w obwodzie czujskim, w rejonie Moskwa. W 2009 roku liczyła ok. 8,3 tys. mieszkańców. Miejscowość została założona w 1939 roku; do 1985 roku nosiła nazwę osiedla typu miejskiego Pierwomajskij, potem – miasta Ak-Suu; status miasta straciła jednak w 1993 roku. Graniczy ze wsią Biełowodskoje. Stacja kolejowa Biełowodskaja znajduje się na granicy tych dwóch miejscowości.